# Bruno (Olaszország)
Bruno (piemontiul: Brun, helyi nyelvjárásban: Bren) település Olaszországban, Piemont régióban, Asti megyében. Lakosainak száma 299 fő (2023. január 1.). Bruno Bergamasco, Carentino, Cassine, Castelnuovo Belbo és Mombaruzzo községekkel határos.

## Népesség
A település népességének változása:
| Lakosok száma | 322  | 322  | 299  |
|               | 2017 | 2018 | 2023 |